# Békéscsaba
Békéscsaba [ˈbeːkeːʃˌʧɒbɒ] (slovaque : Békešská Čaba) est le chef-lieu du comitat de Békés, au sud-est de la Hongrie.

## Géographie
Békéscsaba est située dans la partie sud de la région de Tiszántúl, au centre géographique du comitat de Békés, dans la plaine de Békési, à 8 kilomètres au sud-ouest de la rivière Kettős-Körös. 
La ville est située à 16 kilomètres à l'ouest de Gyula et à 36 kilomètres au nord-est d'Orosháza. 
La frontière entre la Hongrie  et la Roumanie s'étend sur environ 20 kilomètres à l'est.
Selon le recensement de 2011, la ville a une superficie totale de 193,93 km2.

## Population

### Évolution démographique
| 1870   | 1880   | 1890   | 1900   | 1910   | 1920   |
| ------ | ------ | ------ | ------ | ------ | ------ |
| 27 624 | 29 490 | 30 979 | 33 976 | 38 143 | 42 014 |

| 1930   | 1941   | 1949   | 1960   | 1970   | 1980   |
| ------ | ------ | ------ | ------ | ------ | ------ |
| 47 412 | 50 325 | 44 053 | 51 798 | 58 654 | 68 044 |

| 1990   | 2001   | 2011   | 2022   | 2024   | - |
| ------ | ------ | ------ | ------ | ------ | - |
| 67 157 | 67 968 | 62 050 | 55 164 | 54 460 | - |

### Groupes ethniques
En 2001, 6 % des habitants se sont déclarés de culture slovaque. Ils étaient 24 710 Slovaques en 1921 contre 24 407 Magyars. En 1880, 25 339 Slovaques contre 6 579 Magyars. Les Slovaques de Békéscsaba constituent encore actuellement une des plus importantes minorités slovaques de Hongrie.
| Principaux groupes ethniques (Recensement de 2022) |           |
| Groupe                                             | Habitants |
| Hongrois                                           | 49 593    |
| Slovaques                                          | 1 289     |
| Tsiganes                                           | 364       |
| Allemands                                          | 251       |
| Roumains                                           | 230       |
| Ukrainiens                                         | 90        |
| Sources                                            |           |

## Transports

### Transport routier
La ville est située à l'intersection des deux routes principales 44 et   47.
La route 44 part de Kecskemét, traverse Békéscsaba et se termine à la frontière entre la Hongrie et la Roumanie, 
la route 47 relie Debrecen à Szeged.

### Transport ferroviaire
La gare de Békéscsaba (hu) est desservi par la ligne de Szolnok à Lőkösháza par Békéscsaba et par la ligne de Szeged à Békéscsaba.
La ligne de Szolnok à Lőkösháza par Békéscsaba est la plus importante. 
Elle va vers le nord-ouest jusqu'à Budapest et vers le sud-est jusqu'à Arad. 
Elle est utilisée par des trains express internationaux reliant l'Europe occidentale et centrale à la Roumanie et à la Bulgarie. 
Cela permet de rejoindre Vienne, Bratislava, Prague, Bucarest ou encore Thessalonique depuis Békéscsaba sans changer de train. 

### Transport aérien
À cinq kilomètres du centre-ville, en direction de Gyula, se trouve un aérodrome pouvant accueillir des avions pesant au maximum 15 tonnes (20 à 25 personnes) par beau temps. 
L'aérodrome n'est donc utilisé que par des avions de sport et des planeurs et accueille chaque année des championnats de vol à voile et de parachutisme.

## Culture
La ville possède un musée consacré au peintre hongrois Mihály Munkácsy (1844-1900).
Elle dispose aussi du théâtre Jókai de Békéscsaba

## Personnalités
- László Mindszenti (1934-2020), peintre y est né.
- Károly Palotai (1935-2018), footballeur puis arbitre y est né.
- Henrietta Ónodi (1974-), championne olympique et du monde de gymnastique.
- Attila Futaki (1984-2024), auteur de bande dessinée et peintre.

## Relations internationales

### Diplomatie
Un consulat général slovaque est établi à Békéscsaba.

### Jumelages
La ville de Békéscsaba est jumelée avec :
| Ville | Ville             | Pays | Pays      | Période     |
| ----- | ----------------- | ---- | --------- | ----------- |
|       | Beiuș             |      | Roumanie  | depuis 1999 |
|       | Krompachy         |      | Slovaquie | depuis 2013 |
|       | Martin            |      | Slovaquie | depuis 2013 |
|       | Mikkeli           |      | Finlande  | depuis 1981 |
|       | Odorheiu Secuiesc |      | Roumanie  | depuis 1991 |
|       | Oujhorod          |      | Ukraine   | depuis 1998 |
|       | Penza             |      | Russie    | depuis 1970 |
|       | Salonta           |      | Roumanie  |             |
|       | Skoczów           |      | Pologne   |             |
|       | Tarnowskie Góry   |      | Pologne   | depuis 1994 |
|       | Trenčín           |      | Slovaquie | depuis 1992 |
|       | Wittemberg        |      | Allemagne | depuis 1999 |
|       | Zrenjanin         |      | Serbie    | depuis 1966 |

## Galerie

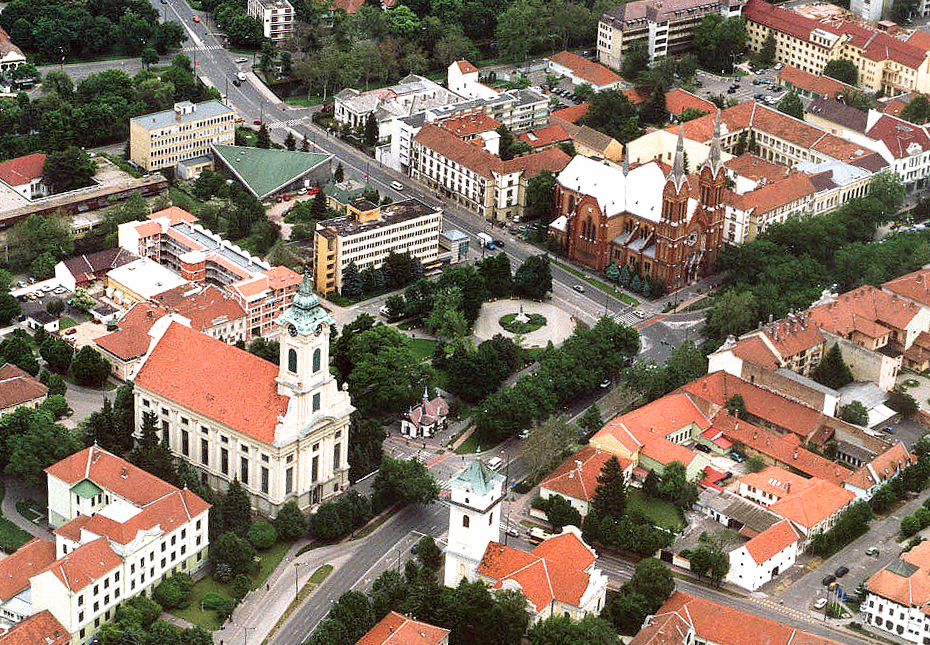
Vue aérienne de la place Kossuth.
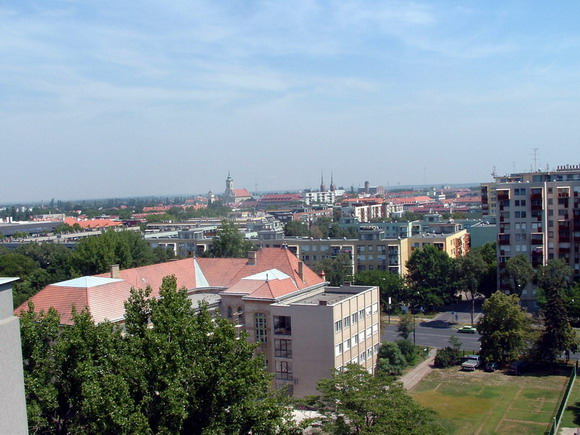
Vue de la ville.
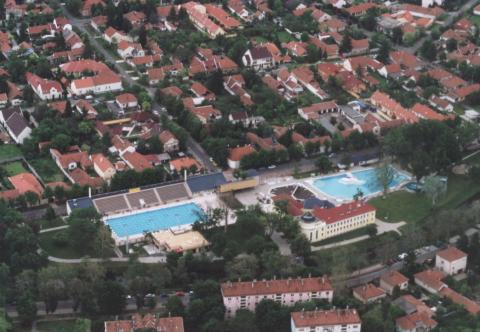
La Station balnéaire.

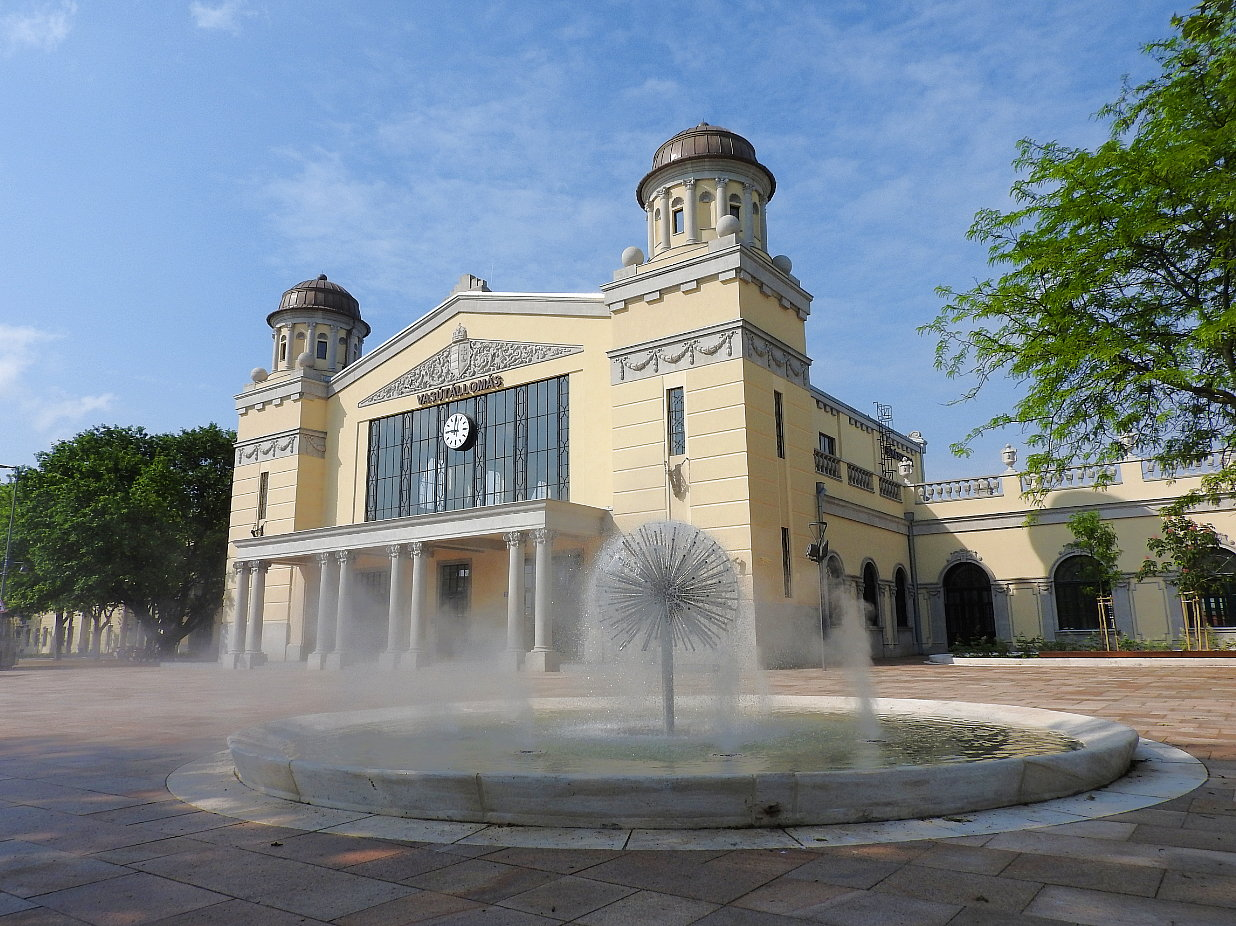
Gare de Békéscsaba.
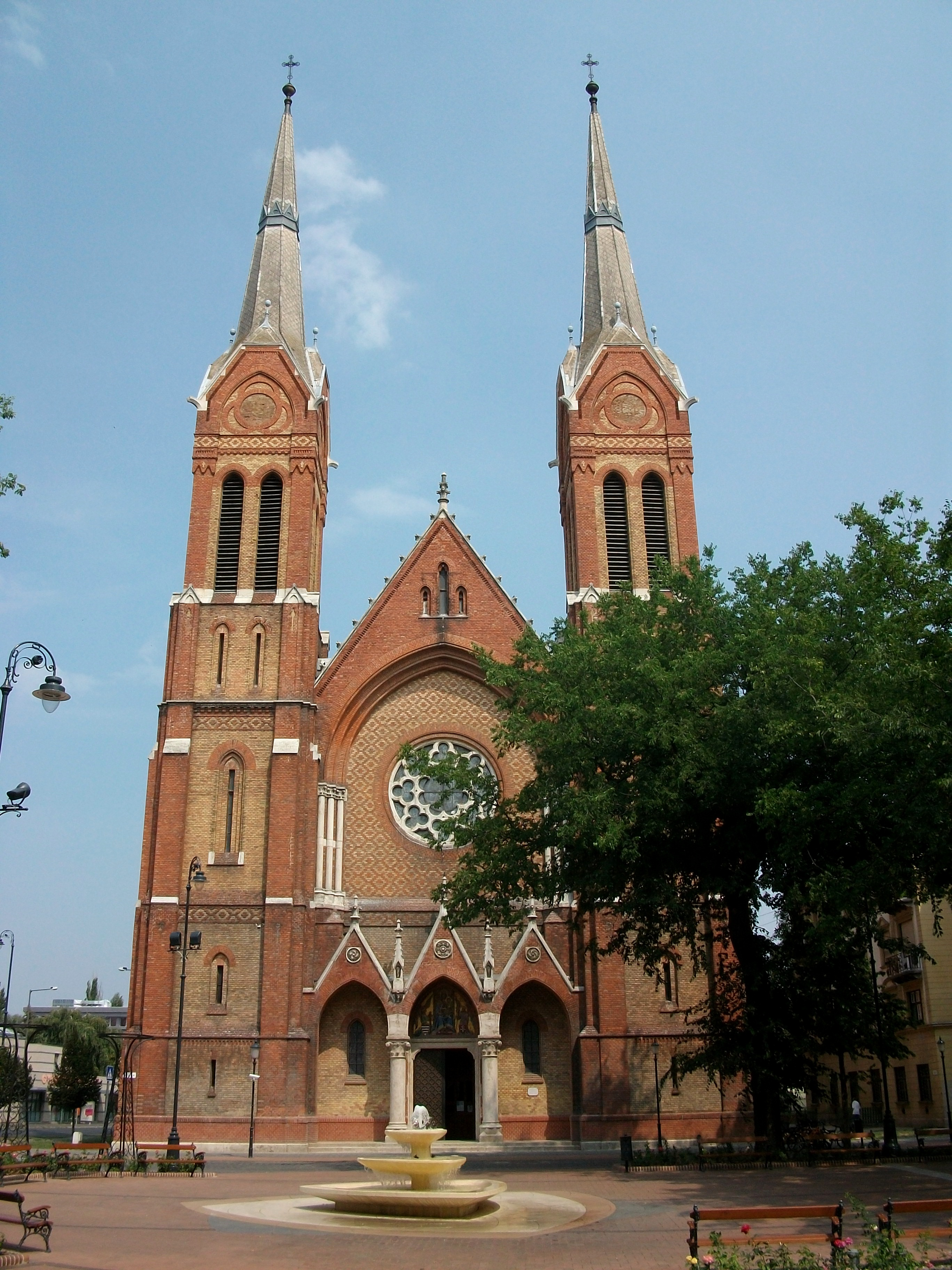
Église Saint-Antoine de Padoue.
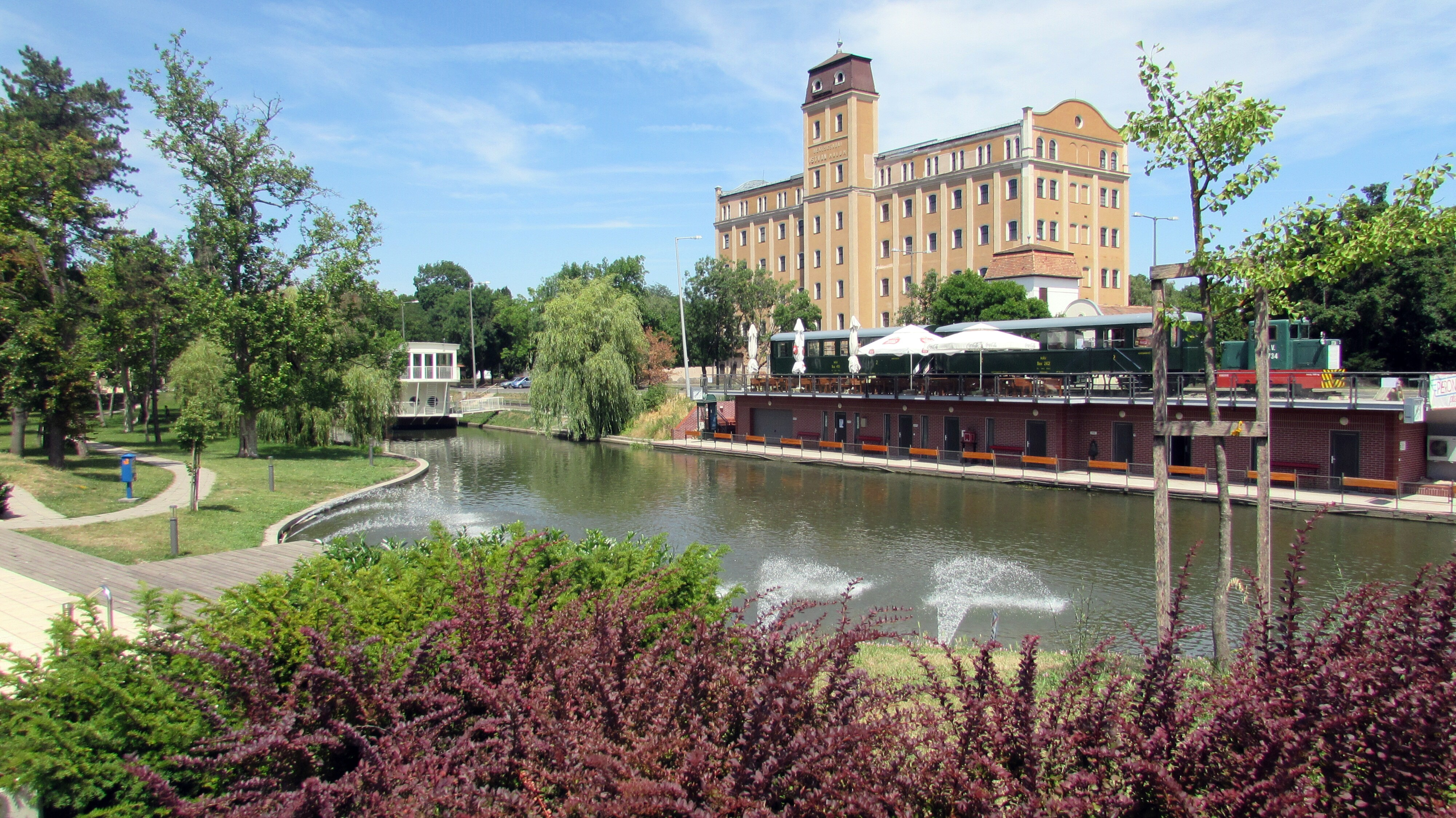
Vue de Békéscsaba.
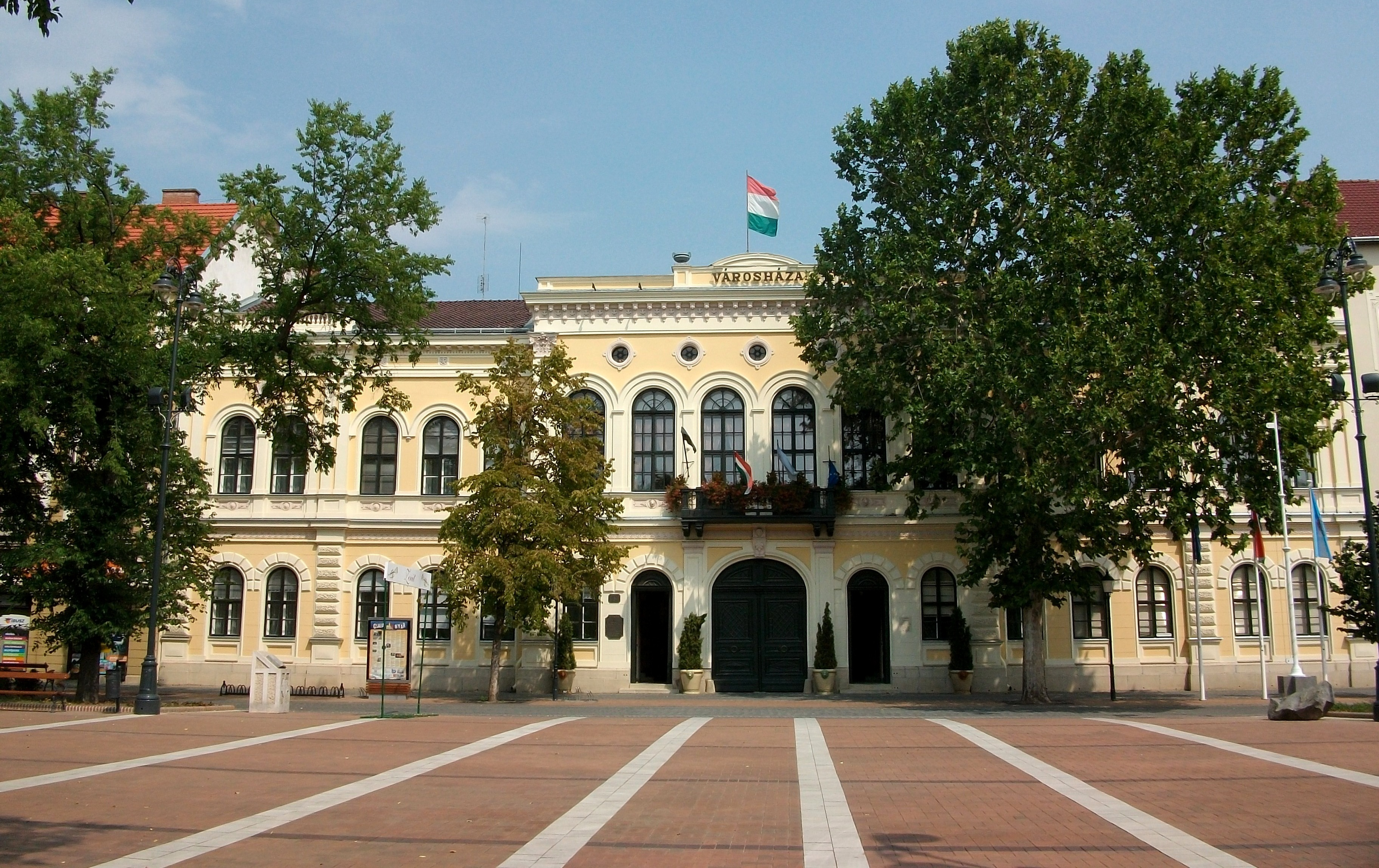
Hôtel de ville.